# Modern Jazz Quartet

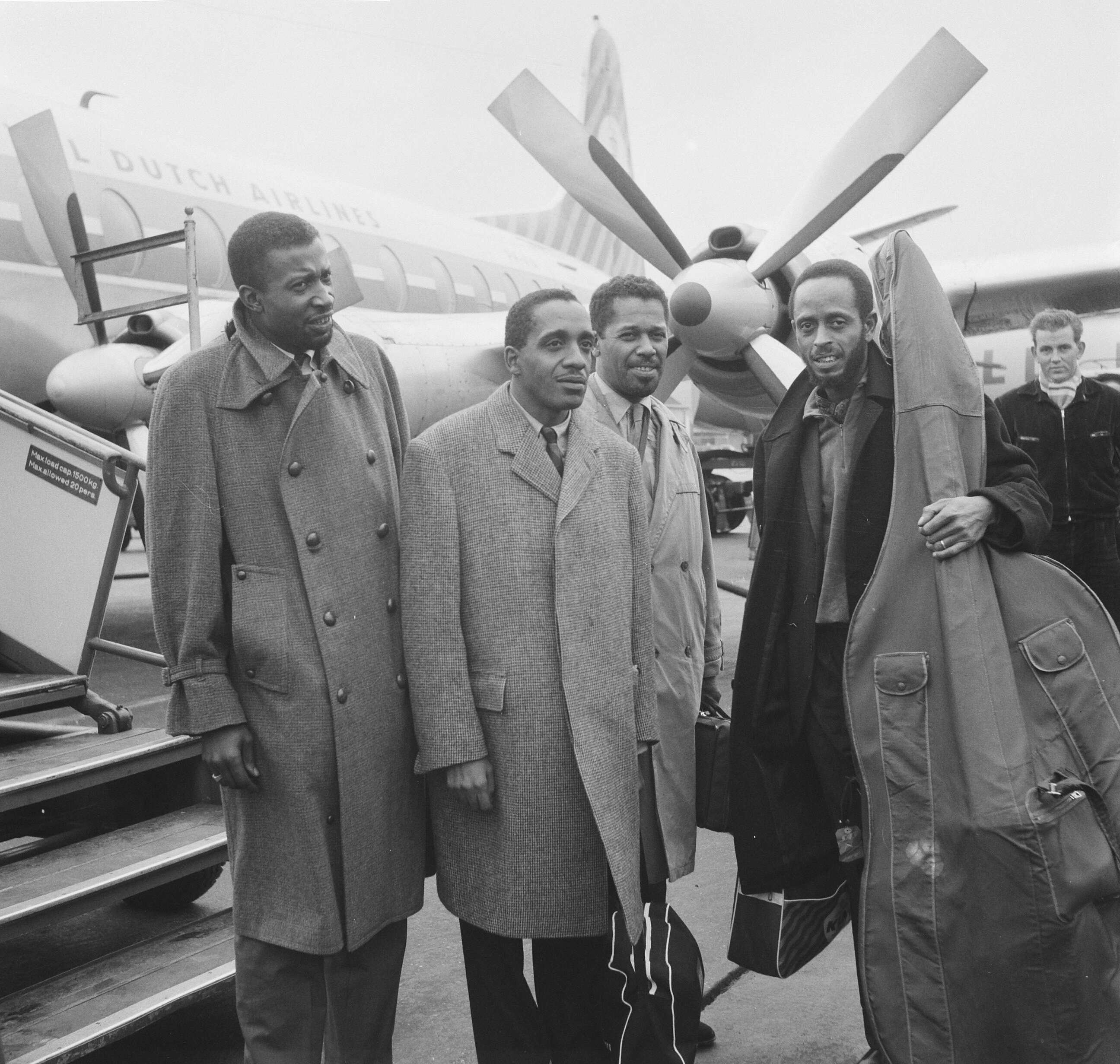
Modern Jazz Quartet: Connie Kay, Milt Jackson, John Lewis und Percy Heath (v. l. n. r.)

Das Modern Jazz Quartet (oder kurz: MJQ) war eine im Jahr 1952 gegründete US-amerikanische Jazzformation in der Besetzung Milt Jackson (Vibraphon), John Lewis (Piano), Percy Heath (Kontrabass) und Kenny Clarke (Schlagzeug).

## Geschichte der Gruppe
Die Gruppe entstand aus dem Milt Jackson Quartet. Jackson, Lewis und Clarke bildeten von 1946 bis 1950 – ursprünglich mit Ray Brown – die Rhythmusgruppe der Dizzy Gillespie Big Band und vertrieben sich während langwieriger Bläserproben zunächst die Zeit mit gemeinsamem Musizieren. Dann wurde das Quartett bei Auftritten des Gillespie Orchesters als Band in der Band herausgestellt (die spielte, während die Bläser sich eine Ruhepause gönnten), trat aber auch als Milt Jackson Quartet auf, mit Heath anstelle von Brown. Als die vier Musiker im Jahr 1952 das Modern Jazz Quartet als kooperative Band neu formierten, veränderte sich die Zusammenarbeit zwischen dem bisherigen Hauptsolisten Milt Jackson und John Lewis, der nun musikalischer Leiter und Hauptkomponist wurde.
Bereits zwei Jahre nach der Gründung (1954) gewann die Gruppe die Down-Beat-Kritiker-Umfrage für die beste Combo-Einspielung des Jahres. Kenny Clarke verließ bereits im darauffolgenden Jahr die Gruppe; er wurde durch Connie Kay ersetzt. Im Jahr 1957 waren sie auf ihrer ersten Europa-Tour und gaben dort innerhalb eines halben Jahres 88 Konzerte, u. a. auch bei einem Auftritt im Rahmen der Donaueschinger Musiktage (Album Donaueschingen Jazz Concert). Es folgten Gastspielreisen durch Japan und Australien und dann alljährlich weltweite Tourneen. Das Quartett ging immer wieder für „Ferien“ auseinander, damit die Mitglieder auch mit weiteren Projekten und Gruppen tätig sein konnten.
Im Sommer 1974 trennte sich die Gruppe, gab aber weiterhin Konzerte, zum Beispiel in Deutschland und in der Carnegie Hall. Die Band fand im Jahr 1981 wieder zusammen und spielte unter anderem 1990 in Deutschland. Eine der langlebigsten Combos des Jazz endete schließlich durch den Tod von Connie Kay im Jahr 1994 (Jackson starb 1999, Lewis 2001 und Heath 2005). Ihre letzte Aufnahme erschien 1993.

## Bedeutung und Kooperationen
Der Erfolg der Gruppe lag teilweise im gegensätzlichen Naturell von Milt Jackson und John Lewis: War Jackson ein instinktiv spielender bluesorientierter Musiker mit einer ausladenden, sprudelnden Spielweise, so war John Lewis ein dezent swingender, durchweg ökonomisch spielender Akademiker. Die Anerkennung des MJQ beruht aber auch auf der einzigartigen Kombination von Cool Jazz und europäisch geprägter Kammermusik mit Fugen (z. B. auf Vendôme und Concorde) und anderen klassischen Formen, die insbesondere in Europa viele Menschen in die Konzertsäle lockte, die bis dahin keinen Jazz hörten. In verschiedenen Projekten trug das Modern Jazz Quartet insbesondere in den 1950ern auch zur Entwicklung des Third Stream bei.
Zu den Originalkompositionen der Gruppe zählen Vendome (1953) und Django (1954) von Lewis (Hommage an Django Reinhardt), Bags’ Groove von Jackson (der „Bags“ genannt wurde), The Golden Striker (aus dem Album No Sun in Venice 1958, der Musik zum gleichnamigen Film von Roger Vadim), Delaunays Dilemma (für Charles Delaunay, auf dem Album Django) von Lewis.
Sie nahmen auch mit den Swingle Singers (Place Vendome), mit Sonny Rollins, Jimmy Giuffre, Paul Desmond und Laurindo Almeida sowie mit der New York Chamber Symphony (1987) auf. Zum vierzigjährigen Jubiläum der Formation spielten sie (dokumentiert auf A 40th Anniversary Celebration) mit Gästen wie Bobby McFerrin, Wynton Marsalis oder Phil Woods.

## Diskografie
Die Gruppe nahm zuerst bei Prestige Records und danach für Atlantic Records auf, unterbrochen durch zwei Alben Ende der 1960er Jahre für das Beatles-Label Apple Records; nach der Wiedervereinigung bestand zunächst ein Vertrag mit Pablo Records. Die Auflistung enthält die autorisierten Albenausgaben, nicht aber Singles, EPs und Kompilationen; auch fehlen weitaus später veröffentlichte Live-Aufnahmen. Angegeben ist das Jahr der Aufnahme, bei größeren zeitlichen Abweichungen z. T. zusätzlich das Jahr der Veröffentlichung (soweit bekannt).
- Modern Jazz Quartet (1952–1953), Prestige Records
- Concorde (1955), Prestige (die erste mit Connie Kay dr)
- Django (1956), Prestige
- The Modern Jazz Quartet (1956), Atlantic[3]
- Fontessa (1956), Atlantic[4]
- Django (1953–1955), Prestige[5]
- At Music Inn (1956), Atlantic[6]
- The Modern Jazz Quartet (1957) Atlantic
- At Music Inn Vol.2 (1958) Atlantic (auch Sonny Rollins with the MJQ, OJC)[7]
- Lost Tapes: Germany 1956-1958 (Jazzhaus; ed. 2016)
- Music from ›Odds Against Tomorrow‹, United Artists (1959)[8]
- Pyramid (1959–60), Atlantic[9]
- Third Stream Music (1957–1959), Atlantic (mit Jimmy Giuffre, Jim Hall, Gunther Schuller, dem Beaux Arts String Quartet)
- The Modern Jazz Quartet & Orchestra (1960, ed. 1961), Atlantic[10]
- European Concert (1960 zunächst auf zwei separaten LPs), Atlantic
- Lonely Woman (1962), Atlantic
- The Comedy (1960–1962), Atlantic
- The Sheriff (1963), Atlantic
- A Quartet is a Quartet is a Quartet (1963), Atlantic
- Collaboration. The Modern Jazz Quartet with Laurindo Almeida (1964), Atlantic
- Plays George Gershwin's Porgy and Bess (1964–1965), Atlantic
- Jazz Dialogue mit All-Star Big Band (1965), Atlantic
- Concert in Japan '66 (1966), Atlantic
- Blues at Carnegie Hall (1966), Atlantic
- The Swingle Singers with the Modern Jazz Quartet Place Vendôme (1966), Atlantic
- Live at the Lighthouse (1967), Atlantic
- Under the Jasmin Tree (1967, ed. 1968), (Apple Records)
- Space (1969), (Apple Records)
- Plastic Dreams (1971), Atlantic
- The Legendary Profile (1972), Atlantic
- In Memoriam (1972), Little David[11]
- Blues on Bach (1973), Atlantic
- The Complete Last Concert (1974, ed. 1988), Atlantic[12]
- Reunion at Budokan 1981 (1981), Pablo
- Together again – Montreux 1982 (1982), Pablo
- Echoes (1984), Pablo
- Topsy: This One's for Basie (1985), Pablo
- Three Windows (1987) Atlantic[13]
- For Ellington (1988) EastWest
- MJQ & Friends: A 40th Anniversary Celebration (1992–93), Atlantic
- Dedicated to Connie (1960, ed. 1995), Atlantic

Kompilationen
- MJQ 40, 4 CDs, Atlantic (Kompilation)

## Sammlung
- Complete Atlantic Studio Recordings of the Modern Jazz Quartet 1956-64 – (Mosaic – 2011) – 7 CDs mit Milt Jackson, John Lewis, Percy Heath, Connie Kay und Jimmy Giuffre, Jim Hall, Ralph Peña, Sonny Rollins, Gunther Schuller cond, Diahann Carroll voc, Laurindo Almeida